# Chińskie Tajpej na Mistrzostwach Świata w Lekkoatletyce 2022
Chińskie Tajpej na Mistrzostwach Świata w Lekkoatletyce 2022 – reprezentacja Chińskiego Tajpej podczas mistrzostw świata w Eugene liczyła 3 zawodników, którzy nie zdobyli medalu.

## Skład reprezentacji

### Mężczyźni
| Zawodnik     | Konkurencja                | Eliminacje | Eliminacje | Półfinał | Półfinał | Finał | Finał   | Źródło |
| Zawodnik     | Konkurencja                | Wynik      | Pozycja    | Wynik    | Pozycja  | Wynik | Pozycja | Źródło |
| ------------ | -------------------------- | ---------- | ---------- | -------- | -------- | ----- | ------- | ------ |
| Chen Kuei-ru | bieg na 110 m przez płotki | 13,82      | 34.        | NQ       | NQ       | NQ    | NQ      | [ 1 ]  |
| Chen Chieh   | Bieg na 400 m przez płotki | 50,28      | 27.        | NQ       | NQ       | NQ    | NQ      | [ 2 ]  |

### Kobiety
| Zawodniczka  | Konkurencja | Finał   | Finał   | Źródło |
| Zawodniczka  | Konkurencja | Wynik   | Pozycja | Źródło |
| ------------ | ----------- | ------- | ------- | ------ |
| Tsao Chun-yu | maraton     | 2:47:02 | 31.     | [ 3 ]  |